# Чемпионат Континентальной хоккейной лиги 3х3
Чемпиона́т Континента́льной хокке́йной ли́ги 3х3 (КХЛ 3х3) — международный хоккейный турнир, образованный в ноябре 2024 года для клубов из России и других стран Европы и Азии. Организатор регулярного чемпионата и плей-офф — КХЛ. В лиге участвует 8 команд.
Алексей Морозов, от лица руководства КХЛ, объявил, что первый регулярный сезон чемпионата начнётся 19 декабря 2024 года.
Первый Чемпион КХЛ 3 на 3 - "Салават Юлаев" Уфа
Серебряный призёр - "Ак Барс" Казань
Бронзовый призёр - "Трактор" Челябинск

## История
В ноябре 2024 года президент КХЛ Алексей Морозов объявил о создании чемпионата КХЛ 3х3. Первыми участниками были выбраны клубы КХЛ — «Авангард», «Ак Барс», «Барыс», «Металлург Мг», «Салават Юлаев», «Динамо Минск», «Трактор», «Сибирь», которые были разделены на два дивизиона — дивизион Fonbet и дивизион Winline.

## Регламент

### Календарь
В регулярный чемпионате будет сыграно 312 матчей. Каждый из 24 туров укладывается в четыре дня — с четверга по воскресенье. В туре участвуют четыре команды, встречающиеся друг с другом по два раза, с первого же тура команды будут «перемешиваться». Количество игр разнится по дням: по четвергам — четыре матча, по пятницам — два, по субботам — четыре, по воскресеньям — три. В воскресенье также проводится «Суперигра», где участвует две лучших команды по итогам тура, в котором победитель получает денежный приз в размере одного миллиона рублей. Результат суперигры не влияет на турнирную таблицу.
По итогам регулярного чемпионата по три лучшие команды из каждого дивизиона выходят в «Суперфинал», который состоит из группового этапа и плей-офф. Групповой этап проходит в однокруговом турнире, после чего четыре лучшие команды выходят в плей-офф.

### Правила
Матчи чемпионата КХЛ 3х3 будут проходить на специальной площадке размером 34 на 18 метров с минимальным использованием разметки: центральная линия, центральный круг и вратарские зоны.
Длительность каждого периода – семь минут чистого времени, перерыв между периодами — две минуты. Силовые приемы и драки запрещены, вместо удалений — штрафные броски с преследованием. В игре предусмотрено минимум вбрасываний — только в начале периода и после взятия ворот. В случае ничьей по итогам основного времени проводится серия бросков для определения победителя.

## Состав участников
| Команда          | Город           | Главный тренер     | Капитан         |                 |
| Дивизион Fonbet  | Дивизион Fonbet | Дивизион Fonbet    | Дивизион Fonbet | Дивизион Fonbet |
| ---------------- | --------------- | ------------------ | --------------- | --------------- |
| Авангард         | Омск            | Алексей Копейкин   | —               |                 |
| Барыс            | Астана          | Павел Глотов       | Талгат Жайлауов |                 |
| Металлург        | Магнитогорск    | Евгений Тимкин     | Сергей Шмелёв   |                 |
| Салават Юлаев    | Уфа             | Руслан Сулейманов  | —               |                 |
| Дивизион Winline |                 |                    |                 |                 |
| Ак Барс          | Казань          | Даниэль Насыбуллин | Иванов Илья     |                 |
| Динамо           | Минск           | Павел Перепехин    | —               |                 |
| Сибирь           | Новосибирск     | Денис Тюрин        | Сергей Гриценко |                 |
| Трактор          | Челябинск       | Денис Козырев      | Денис Мошаров   |                 |